# Deap Vally
Deap Vally est un groupe américain de rock alternatif et blues rock, originaire de Los Angeles. Il est formé autour de Lindsey Troy (guitare, chant) et Julie Edwards (batterie, chant) depuis 2011.

## Historique
Le groupe se forme en 2011 autour du duo féminin de Lindsey Troy et de Julie Edwards, et est depuis resté le même. Les deux femmes viennent de la vallée de San Fernando en Californie. Edwards était alors artiste en solo à Los Angeles, et Lindsey Troy jouait déjà au sein d'une autre formation, The Pity Party.
Elles produisent leur premier single Gonna Make My Own Money chez Ark Recordings en juillet 2012. En août de la même année, Deap Vally signe chez Island Records. En 2012, elles assurent la première partie de la tournée britannique de The Vaccines, ainsi que de Muse en Allemagne, Finlande, et dans les pays baltes.
Leur premier EP Get Deap paraît en Avril 2013, il est produit par Lars Stalfors de Mars Volta et Cold War Kids,. Le 24 juin paraît leur premier album Sistrionix chez Island.
Entre 2015 et 2016, elles ouvrent Marilyn Manson (Hell Not Hallelujah Tour), Peaches (Rub Tour), Wolfmother (Gypsy Caravan Tour) et les Red Hot Chili Peppers. En début de 2016, Deap Vally quitte Island records. Leur deuxième album, Femejism, sorti le 16 septembre 2016 est produit par Nick Zinner des Yeah Yeah Yeahs.

## Discographie

### Albums studio
- 2013 : Sistrionix (Island[7])
- 2016 : Femejism
- 2020 : Deap Lips
- 2021 : Marriage
- 2024 : Sistrionix 2.0

### EP
- 2013 : Get Deap
- 2021 : Digital Dream
- 2021 : American Cockroach
- 2024 : (Ep)ilogue

### Singles
- 2012 : Gonna Make My Own Money (Ark Recordings)
- 2013 : End of the World (Island/Communion)
- 2020 : Motherfuckers Got to Go (Cooking Vinyl)